# Phillips Motor Car Corporation

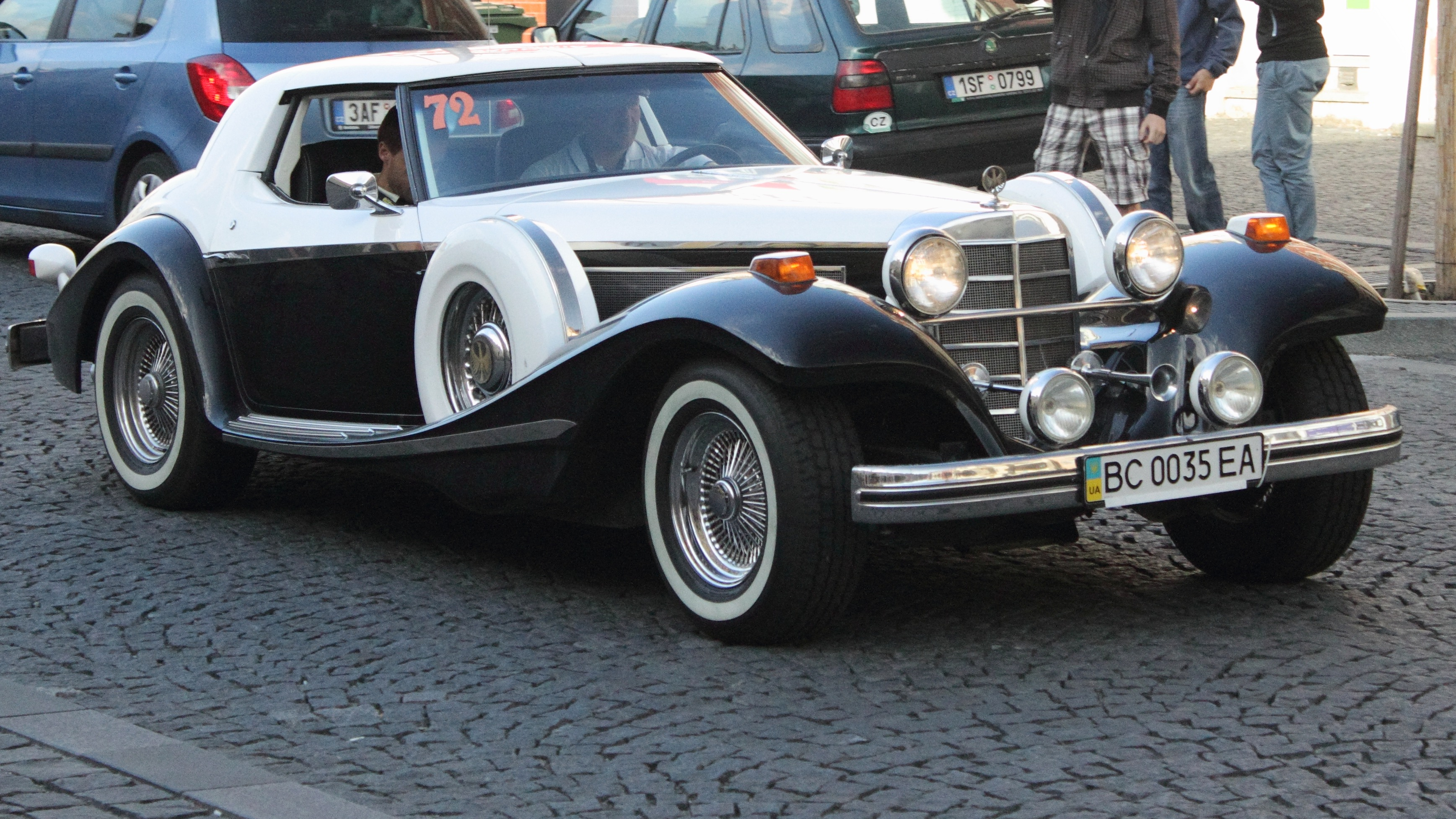
Phillips Berlina

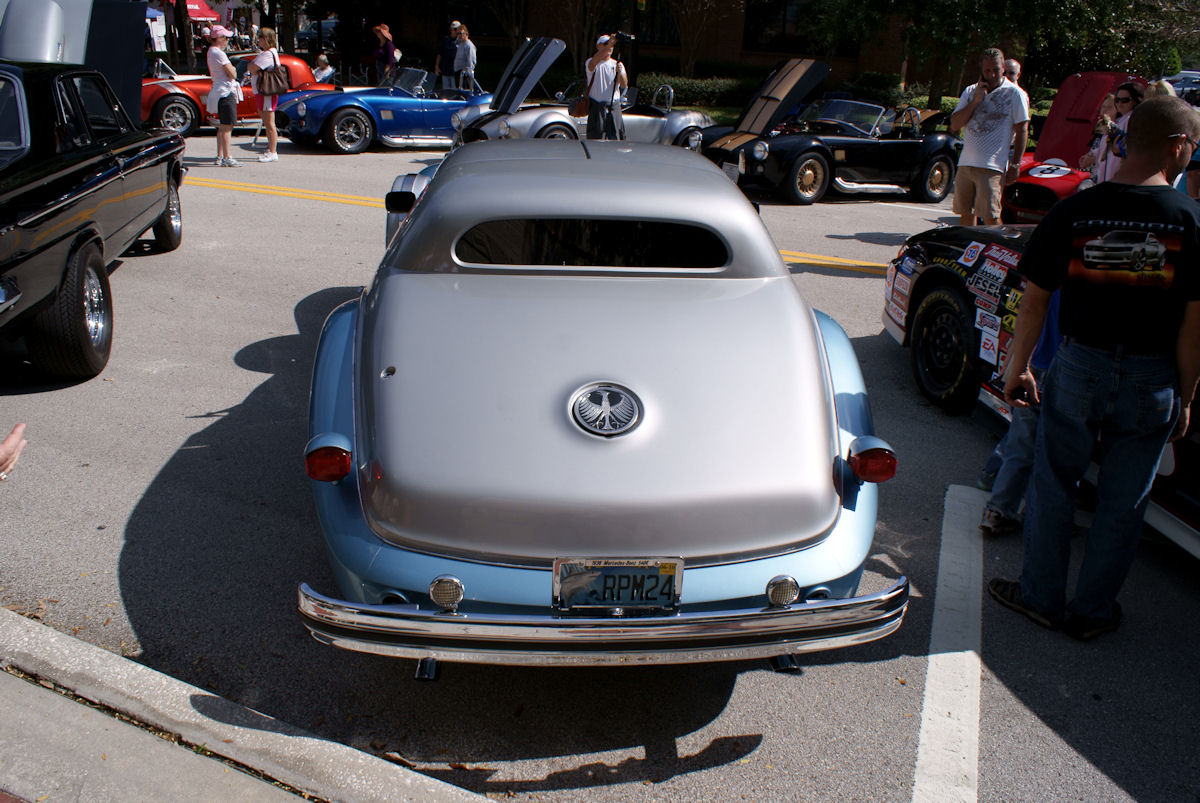
Heckansicht

Phillips Motor Car Corporation war ein US-amerikanischer Hersteller von Automobilen.

## Unternehmensgeschichte
Das Unternehmen wurde am 2. Juli 1979 in Margate in Florida gegründet. Eine andere Quelle nennt Pompano Beach, eine angrenzende Kommune. Die Produktion von Automobilen begann etwa 1979 und lief bis 1985. Der Markenname lautete Phillips.
Die Berlina Motor Car Sales aus Knoxville in Tennessee unter Leitung eines Herrn Cooper vertrieb viele dieser Fahrzeuge. Einige Quellen geben daher den Markennamen irrtümlich mit Berlina an.

## Fahrzeuge
Das einzige Modell Berlina war ein Fahrzeug im Stil der 1930er Jahre, mit einer Ähnlichkeit zu Modellen von Mercedes-Benz. Ein Fahrgestell von der Corvette, das um 56 cm verlängert wurde, bildete die Basis. Teile der Innenraumausstattung, das Armaturenbrett sowie das T-Top-Dach stammten ebenfalls von der Corvette. Die Standardausführung hatte zwei Reserveräder, die beidseits der Motorhaube stehend angeordnet waren. Die Luxusausführung SE hatte an der Stelle Auspuffrohre, die aus dem Motorraum ins Freie führten.